# Petr Kaspřák
Petr Kaspřák (ur. 17 stycznia 1984 w Boguminie) – czeski piłkarz występujący na pozycji obrońcy lub pomocnika w SV Jauerling.

## Kariera klubowa
Grę w piłkę nożną w klubie FK Bohumín z rodzinnego Bogumina. Następnie występował w drużynach młodzieżowych Baníka Ostrawa, z którym wywalczył w sezonie 2003/04 mistrzostwo Czech w kategorii U-20. Na początku 2005 roku przeniósł się do Pogoni Szczecin prowadzonej przez Bohumila Páníka. 3 maja 2005 zadebiutował w I lidze w meczu przeciwko GKS Katowice (1:1). Łącznie w rundzie wiosennej sezonu 2004/05 rozegrał dla Pogoni 6 ligowych spotkań oraz 1 mecz w ramach Pucharu Polski. Latem 2005 roku odszedł do drugoligowego klubu FK Viktoria Žižkov, gdzie zaliczył 27 spotkań i zdobył 2 bramki.
W połowie 2006 roku podpisał umowę z 1. FC Slovácko. 13 sierpnia 2006 zadebiutował w Gambrinus Lidze w przegranym 2:3 spotkaniu z FK Teplice, w którym zdobył dwie bramki. W sezonie 2006/07 spadł z tym klubem do 2. ligi. W maju 2008 roku został przeniesiony do zespołu rezerw i dwa miesiące po tym wypożyczony na pół roku do słowackiego AS Trenčín (2. liga). Po powrocie do 1. FC Slovácko sztab szkoleniowy ponownie skierował go do rezerw. Wiosną 2009 roku został wypożyczony do Tura Turek. Pierwszy mecz zaliczył w przegranym 0:2 spotkaniu z Wisłą Płock. W maju tego samego roku będąc pod wpływem alkoholu wraz z dwoma innymi piłkarzami wywołał awanturę w hotelu, grożąc śmiercią portierowi. Na zawodników nałożono karę finansową, jednak po przegranym 0:9 meczu przeciwko Podbeskidziu Bielsko-Biała, w którym Kaspřák otrzymał czerwoną kartkę, ich kontrakty rozwiązano w trybie dyscyplinarnym. Po sezonie Tur zajął 16. lokatę w tabeli, oznaczającą spadek do II ligi.
Latem 2009 roku Kaspřák odbył testy w Widzewie Łódź a następnie w FC Nitra, z którą podpisał dwuipółletni kontrakt. 11 lipca 2009 rozegrał pierwszy mecz Corgoň Lidze w zremisowanym 1:1 spotkaniu przeciwko MŠK Žilina i stał się od tego momentu podstawowym zawodnikiem. W lipcu 2010 roku zadebiutował w europejskich pucharach w meczu z Győri ETO FC (2:2) w kwalifikacjach Ligi Europy 2010/11. W maju 2012 roku był on testowany przez Cracovię, która nie zdecydowała się na jego zatrudnienie. Jesienią tego samego roku, po objęciu stanowiska trenera FC Nitra przez Josefa Vukušicia, Kaspřák mianowany został kapitanem zespołu. W połowie sezonu 2013/14 odszedł z klubu. Łącznie w barwach FC Nitra na poziomie słowackiej ekstraklasy rozegrał 102 spotkania i zdobył 1 gola.  W lipcu 2014 roku odbył testy w GKS Tychy. Wkrótce po tym został piłkarzem SK Boršice, gdzie grał przez 3,5 roku na poziomie V ligi czeskiej. W lutym 2018 roku rozpoczął występy w austriackim zespole SV Jauerling (VIII kategoria rozgrywkowa).

## Kontrowersje
W 2013 roku, podczas śledztwa prokuratorskiego, został oskarżony przez członka węgierskiej mafii bukmacherskiej o próbę zmanipulowania wyniku spotkania FK Senica – FC Nitra (2:0) w sezonie 2010/11. W 2014 roku Komisja Dyscyplinarna SFZ wezwała go do złożenia wyjaśnień w sprawie ustawiania przez piłkarzy FC Nitra wyników meczów sparingowych.